# Saint-Hilaire-des-Loges (tổng)
Tổng Saint-Hilaire-des-Loges là một tổng, nằm trong département Vendée thuộc vùng Pays de la Loire.

## Các xã
Tổng Saint-Hilaire-des-Loges bao gồm các xã sau:
- Saint-Hilaire-des-Loges (thủ phủ): 1 788 người (2004)
- Faymoreau: 267 người (1999)
- Foussais-Payré: 1 192 người (1999)
- Mervent: 1 059 người (1999)
- Nieul-sur-l'Autise: 985 người (1999)
- Oulmes: 711 người (2004)
- Puy-de-Serre: 320 người (1999)
- Saint-Martin-de-Fraigneau: 787 người (1999)
- Saint-Michel-le-Cloucq: 1 206 người (1999)
- Xanton-Chassenon: 676 người (2005)